# Sirnach
Sirnach är en ort och kommun i distriktet Münchwilen i kantonen Thurgau, Schweiz. Kommunen har 8 133 invånare (2023).
I kommunen ligger förutom orten Sirnach även orterna Busswil, Gloten, Horben, Hub, Littenheid och Wiezikon.